# Tyler Deric
John Tyler Deric (Spring, 30 agosto 1988) è un calciatore statunitense, portiere svincolato.

## Carriera
Cresciuto calcisticamente nell'accademia degli Houston Dynamo, il 16 ottobre 2010 fa il suo debutto nel professionismo giocando un match di MLS contro il San Jose Earthquakes.
Il 4 agosto 2012 viene girato in prestito per una partita ai San Antonio Scorpions, squadra militante nel campionato NASL.
Negli anni successivi esordisce in CONCACAF Champions League, collezionando 6 presenze.